# Tomáš Klimenta
Tomáš Klimenta (* 14. dubna 1984 Jablonec nad Nisou) je bývalý český hokejový útočník, který odehrál během 14 sezon přes 500 utkání v české extralize, většinu za Bílé Tygry Liberec, kde hrál v letech 2003–2011 a kde v předchozích letech nastupoval za dorost a juniory. Dále hrál za HC Oceláři Třinec, BK Mladá Boleslav a HC Dynamo Pardubice. Po sezoně 2016/2017 odešel hrát do slovenské extraligy za MsHK Žilina. V sezoně 2018/2019 nikde nehrál a hráčskou kariéru zakončil ve slovenské první lize v dresu MHK Dubnica nad Váhom v sezoně 2019/2020.

## Hráčská kariéra
- 2002/2003 Bílí Tygři Liberec (ELH)
- 2003/2004 Bílí Tygři Liberec
- 2004/2005 Bílí Tygři Liberec
- 2005/2006 Bílí Tygři Liberec
- 2006/2007 Bílí Tygři Liberec
- 2007/2008 Bílí Tygři Liberec
- 2008/2009 Bílí Tygři Liberec, BK Mladá Boleslav
- 2009/2010 Bílí Tygři Liberec
- 2010/2011 Bílí Tygři Liberec
- 2011/2012 Bílí Tygři Liberec, HC Oceláři Třinec
- 2012/2013 HC Oceláři Třinec
- 2013/2014 BK Mladá Boleslav (1. liga)
- 2014/2015 BK Mladá Boleslav (ELH)
- 2015/2016 BK Mladá Boleslav
- 2016/2017 HC Dynamo Pardubice, HC Oceláři Třinec
- 2017/2018 MsHK Žilina (SELH)
- 2019/2020 MHK Dubnica nad Váhom (1. slovenská liga)